# Skomakargatan

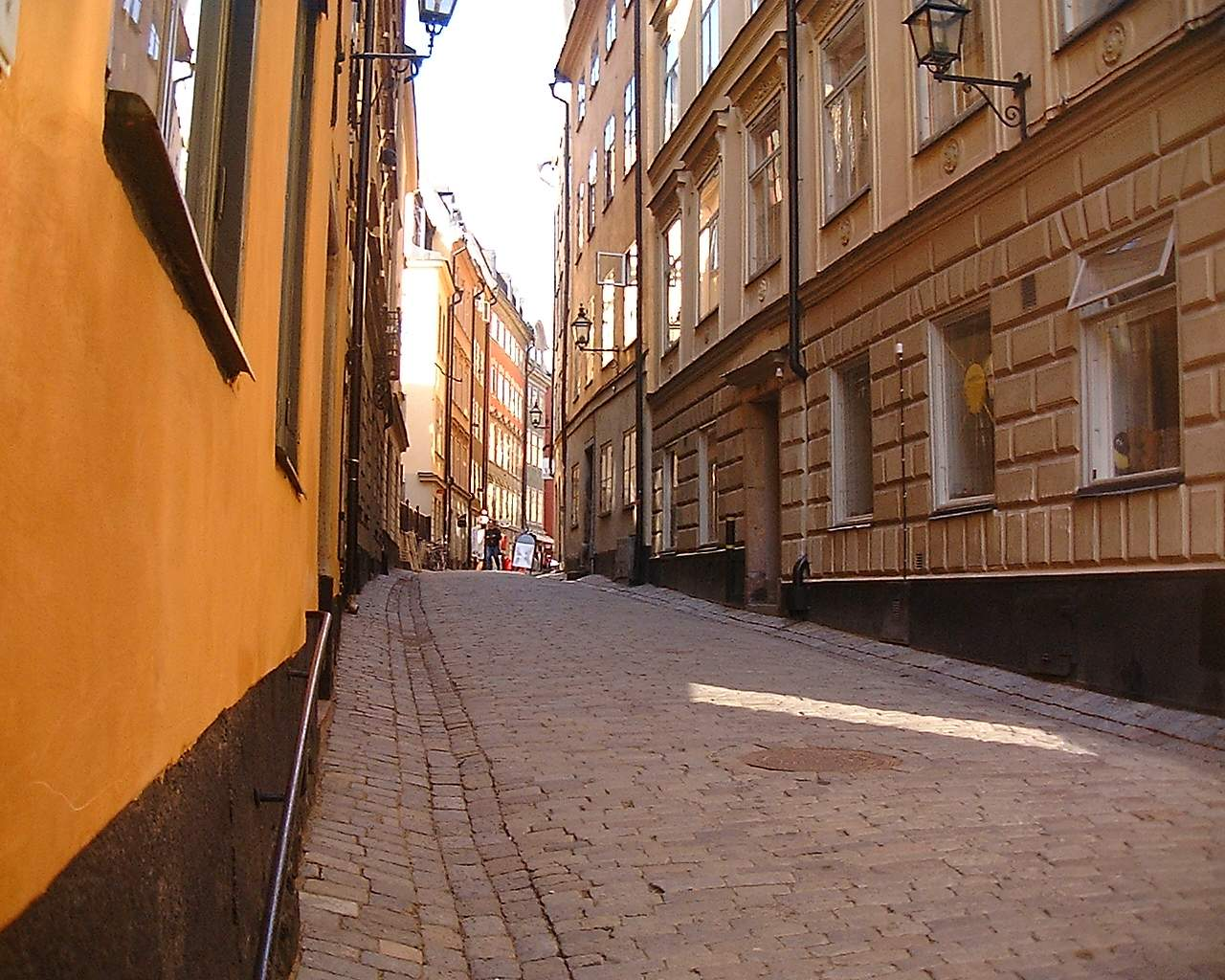
Skomakargatan vom Tyska Brinken aus gesehen.

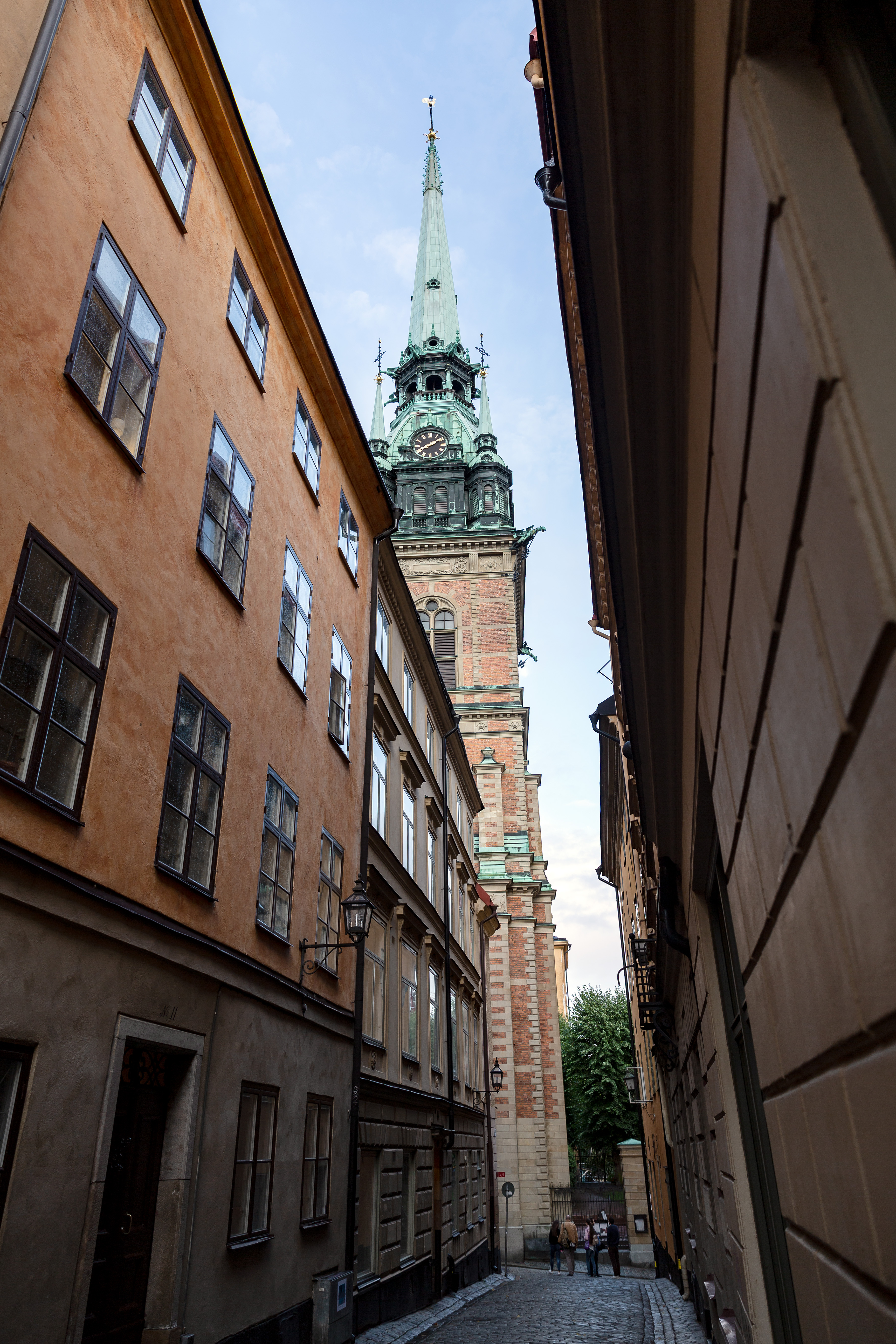
Blick aus der Skomarkargatan zur Tyska kyrkan

Skomakargatan ist eine Straße in der Altstadt der schwedischen Hauptstadt Stockholm. 
Sie ist neben der Köpmangatan und der Svartmangatan eine der ältesten Straßen der Stadt. Früher war sie eine der Hauptstraßen der Stadt und führte vom Stortorget in südliche Richtung weg. Der erste Beleg liegt in lateinischer Form mit »in vico sutorum« aus dem Jahr 1337 vor; der erste Beleg in schwedischer Sprache stammt mit »schomaker straten« aus dem Jahr 1432. 1437 wird die Straße mit »skomakara gatu« bezeichnet. Der Name deutet an, dass in dieser Straße die Schuhmacher ihre Häuser, Werkstätten und Verkaufsräume hatten. Bis in das 18. Jahrhundert ist eine Vielzahl von Schuhmachern als Grundstücksbesitzer nachgewiesen.
Die Straße führte vom Stortorget auf den Skomakarbrinken, der auch Skomakarporten in Anlehnung an das Stadttor aus dem Mittelalter genannt wurde. 
Das Stadttor ist erstmals 1432 erwähnt worden. Nach dem Bau der deutschen Kirche wurde der Name Skomakarbrinken durch Tyska Brinken ersetzt.